# Пальто (галерея)
«Пальто» — поп-ап галерея современного искусства, созданная художником Александром Петрелли в 1995 году совместно с группой «Перцы».

## О галерее
Галерея «Пальто» была основана в 1996 году художником Александром Петрелли совместно с группой «Перцы». Выставки галереи «Пальто» представляют собой произведения небольшого размера, экспонирующиеся на подкладке пальто, которое Петрелли распахивает перед зрителями, приходя на вернисажи и другие культурные мероприятия. Первой экспозицией «Пальто» была выставка «Художники за секс» Александра Виноградова и Владимира Дубоссарского, проведённая на выставке «Художники против секса» в клубе «Манхэттен-экспресс» в 1996 году.
Большинство произведений, выставляемых в галерее «Пальто», создавалось специально для галереи.
В 2010 году проект Александра Петрелли «Галерея „Пальто“» вошёл в шорт-лист Премии Сергея Курёхина в номинации «Искусство в общественном пространстве».
В 2015 году в Музее Москвы состоялась выставка, посвящённая 20-летию галереи «Пальто».
В феврале 2024 года Elohovskiy Gallery в партнерстве с галереей «Пальто» представила выставку «Балаган Пальто», своеобразный групповой проект, собравший более 300 работ от 30 современных российских художников с сохранением традиционной для галереи Александра Петрелли экспонирования работ на подкладе пальто.

## Круг художников
- Александр Виноградов и Владимир Дубоссарский
- Виктор Пивоваров
- Юрий Альберт
- Андрей Филиппов
- Вадим Захаров
- Сергей Шутов
- Авдей Тер-Оганьян
- Николай Филатов
- Сергей Ануфриев
- Аркадий Насонов
- Алиса Йоффе

## Цитаты
- «Институциональное измерение мелкого вошло в историю отечественного искусства вместе с галереей „Пальто“ Александра Петрелли, утвердившего равенство „пальто = галерея“. На выставке мы видим серию галерей-пальто, и это одно из самых отчетливых воплощений мелкого как другого качества, благодаря которому становятся возможными игровые стратегии институциональности — вовсе не симулятивные, и благодаря которому произведением становится арт-институция. Предложение искусства через непристойный и контрабандистский жест распахивания пальто — само по себе смешной и шокирующий перформанс, который, конечно, не превратился бы в регулярное событие, если бы за ним не стояла галерейная традиция торговли искусством»[4] — Александр Евангели, 2008.

- «Образ человека в пальто в ожидании достойного зрителя, которому можно доверять, был навеян спекулянтом из магазина радиотехники в фильме „Иван Васильевич меняет профессию“. Галерист, как обладатель некоего „дефицита“ — одна его ипостась. Другая же — эксгибиционист, внезапно распахивающий полы пальто. Но, вопреки ожиданию, в собственном интимном пространстве он демонстрирует не своё сокровенное, а чужое. Художник и галерист в одном лице, Александр Петрелли никогда не выставляет собственные работы. Но сам его „выход“ является артистическим жестом, перформансом» — Яна Шклярская, 2010.

- «Едва ли не единственным коммерчески успешным был проект художника Александра Петрелли „Галерея Пальто“, начинавшийся как иронический перформанс. Петрелли приходил на вернисажи в потрепанном винтажном пальто, к изнанке которого были прикреплены вещицы или картины размером с ладонь, специально изготовленные художником, чья выставка открывалась. При этом реальный покупатель мог и не прийти на выставку. Передвижная галерея с демократичными ценами обеспечивала хоть какой-то доход художникам»[5] — Андрей Ковалёв, 2014.